# Waller (Pennsilvània)
Waller és una concentració de població designada pel cens dels Estats Units a l'estat de Pennsilvània. Segons el cens del 2000 tenia 55 habitants.

## Demografia
Segons el cens del 2000, Waller tenia 55 habitants, 26 habitatges, i 17 famílies. La densitat de població era de 16,9 habitants/km².
Dels 26 habitatges en un 15,4% hi vivien nens de menys de 18 anys, en un 57,7% hi vivien parelles casades, en un 0% dones solteres, i en un 30,8% no eren unitats familiars. En el 23,1% dels habitatges hi vivien persones soles el 15,4% de les quals corresponia a persones de 65 anys o més que vivien soles. El nombre mitjà de persones vivint en cada habitatge era de 2,12 i el nombre mitjà de persones que vivien en cada família era de 2,44.
Per edats la població es repartia de la següent manera: un 14,5% tenia menys de 18 anys, un 5,5% entre 18 i 24, un 23,6% entre 25 i 44, un 30,9% de 45 a 60 i un 25,5% 65 anys o més.
L'edat mediana era de 48 anys. Per cada 100 dones de 18 o més anys hi havia 80,8 homes.
La renda mediana per habitatge era de 36.875 $ i la renda mediana per família de 40.000 $. Els homes tenien una renda mediana de 32.500 $ mentre que les dones 12.083 $. La renda per capita de la població era de 18.827 $. Cap de les famílies estaven per davall del llindar de pobresa.

## Poblacions més properes
El següent diagrama mostra les poblacions més properes.